# Преображенка (Баевский район)
Преображенка — упразднённый посёлок в Баевском районе Алтайского края России. На момент упразднения входил в состав Нижнечуманского сельсовета. Исключён из учётных данных в 1985 году.

## География
Посёлок находится в северо-западной части Алтайского края, в лесостепной приобской зоне, западнее реки Пайва (приток Чумана, на расстоянии примерно 4 километров (по прямой) к юго-востоку от села Павловка. Средняя температура января −18,7 °C, июля — +19,4 °C. Годовое количество осадков — 330 мм.

## История
Посёлок Преображенка был основан в 1920 году. В 1928 году посёлок Преображенский состоял из 39 хозяйств. В административном отношении входил в состав Жарковского сельсовета Баевского района Каменского округа Сибирского края.

## Население
В 1926 году в поселке проживало 195 человек (95 мужчин и 100 женщин), основное население — русские